# Gianni Salamon
Gianni Salamon (Treviso, 22 giugno 1964) è un ex rugbista a 15 e allenatore di rugby a 15 italiano.
Proveniente dalla provincia trevigiana, Salamon ha mosso i suoi primi passi rugbistici nel Casale rugby. Da lì passò a giocare nel Benetton rugby, San Donà e Silea.
Vanta alcune presenze nella selezione dei Dogi.
Da allenatore ha guidato il San Donà rugby, l'Under 17-19 della Benetton Treviso e la seconda squadra del Petrarca Padova. Dal 2009 al 2011 ha allenato la prima squadra dei Monster (Castelfranco/Piazzola sul Brenta). Nel 2013 ha seguito il progetto sviluppo tecnico di tutto il Montebelluna rugby.